# Francisca Senhorinha da Motta Diniz
Francisca Senhorinha da Motta Diniz (São João del Rei, ? – Campanha, 1910. október 30.) brazil újságíró, a braziliai nőmozgalom jeles alakja, a női egyenjogúságért és a női választójogért folytatott harc aktivistája, a O Sexo feminino című feminista hetilap alapítója.
Nézetei szerint a nőkről szerepéről alkotott képből következik, hogy az elemi oktatásban elsődleges szerepet kéne kapniuk, a férfiakról elterjedt képből pedig az, hogy a nagy testi erőt és agresszív fellépést megkívánó feladatokat, mint például a katonaság, a férfiak számára kéne fenntartani.
Lapjában bemutatta a nők teljesítményeit, és igyekezett előmozdítani a nők képzésének ügyét. Akkoriban Brazíliában csak írástudó férfiaknak volt választójoguk.